# Teluk Bakung (Tanjung Pura)
Teluk Bakung is een bestuurslaag in het regentschap Langkat van de provincie Noord-Sumatra, Indonesië. Teluk Bakung telt 3994 inwoners (volkstelling 2010).